# (5748) Davebrin
(5748) Davebrin ist ein Asteroid des mittleren Hauptgürtels, der am 19. Februar 1991 von der US-amerikanischen Astronomin Eleanor Helin am Palomar-Observatorium (IAU-Code 675) in Kalifornien entdeckt wurde. Unbestätigte Sichtungen des Asteroiden hatte es schon am 26. April 1952 (1952 HE3) am McDonald-Observatorium in Texas sowie am 15. März 1983 (1983 EL4) am Krim-Observatorium in Nautschnyj sowie am 25. und 26. September 1989 (1989 SK9) am chilenischen La-Silla-Observatorium gegeben.
Der mittlere Durchmesser von (5748) David Brin wurde mithilfe des Wide-Field Infrared Survey Explorers (WISE) grob mit 4,668 (±0,744) km berechnet, die Albedo mit 0,275 (±0,132). Die Rotationsperiode des Asteroiden wurde 2009 und 2021 von Brian D. Warner untersucht, sowie 2020 von András Pál, Róbert Szakáts, Attila Bódi et al.; die Lichtkurven reichten jedoch nicht zu einer Bestimmung aus.
(5748) Davebrin gehört zur Eunomia-Familie, einer nach (15) Eunomia benannten Gruppe zu der vermutlich fünf Prozent der Asteroiden des Hauptgürtels gehören. Die zeitlosen (nichtoskulierenden) Bahnelemente von (5748) Davebrin sind fast identisch mit denjenigen der beiden kleineren, wenn man von der Absoluten Helligkeit von 16,5 und 16,0 gegenüber 13,7 ausgeht, Asteroiden (132432) 2002 GG160 und (150975) 2001 TV196. Der Asteroid befindet sich in einer 7-3-2-Bahnresonanz mit Saturn und Jupiter, das heißt, bei sieben Umkreisungen von (5748) Davebrin um die Sonne hat Jupiter drei Umläufe und Saturn zwei.
Der Asteroid wurde am 26. Februar 1994 nach dem US-amerikanischen Science-Fiction-Autor und Astrophysiker David Brin benannt.